# 僕だけの君〜Under Super Best〜
『僕だけの君〜Under Super Best〜』（ぼくだけのきみ〜アンダースーパーベスト〜）は、日本の女性アイドルグループ乃木坂46のアンダーメンバーによる1枚目のコンピレーション・アルバム。2018年1月10日にN46Div.から発売された。

## 背景とリリース
本作は、乃木坂46のメンバーのうちシングル表題曲の選抜メンバーに選ばれなかった「アンダーメンバー」が各シングルのカップリング曲として歌唱する楽曲（=アンダー楽曲）のみによる初のアルバムで、1stシングル収録のアンダー楽曲「左胸の勇気」から19thシングルアンダー楽曲「My rule」までの歴代の全アンダー楽曲に加え、本作発売時点でのアンダーメンバーが歌唱する新曲3曲と本作発売直前にグループを卒業した中元日芽香のソロ曲の計26曲が収録されている。シングル表題曲は全く収録されていないため、裏ベスト・カップリングベスト的な性質の作品といえる。
本作の発売は、2017年7月2日の「乃木坂46 真夏の全国ツアー2017」明治神宮野球場公演で流れた「緊急告知」と題したVTR内で発表された。選抜メンバー以外の歌唱曲がまとめられて発売されるのは異例のことであり、坂道シリーズでは初めて。当初は2017年秋に発売予定であったが、その後2018年1月10日に変更された。
本作は初回生産限定盤（2CD+DVD）、初回仕様限定盤（2CD+DVD）、通常盤（2CD）の3形態で発売され、映像特典として、初回生産限定盤には、幕張メッセで開催した初のアンダーライブから2017年秋の九州シリーズ・福岡公演までの歴代アンダーライブの中から名場面がセレクトされたアンダーライブ特選集「The Best Selection of Under Live」が、初回仕様限定盤には、これまでの全19シングルのアンダー楽曲のミュージック・ビデオに加え、「君は僕と会わない方がよかったのかな」MVの監督、山田篤宏が手掛けた中元日芽香ドキュメンタリー映像「最後のあいさつ〜Her Last Bow〜」、伊藤万理華の個展「伊藤万理華の脳内博覧会」の会場限定で上映された「トイ」「はじまりか、」も収めた「"Super Under"Music Video Collection」が、それぞれのDVDに収録されている。初回生産限定盤は三方背ボックス、デジパック仕様、豪華フォトブックレット付き、初回仕様限定盤は三方背ボックス、フォトブックレット付き。

## プロモーション

### イベント
乃木坂46のforTUNE music限定販売によるシングルや、全メンバーでのアルバム同様、本作についてもforTUNE music限定販売によるアンダーメンバーの個別握手会が行われる。
- 個別握手会参加券付通常盤
  - 『乃木坂46 アンダーアルバム「僕だけの君〜Under Super Best〜」発売記念個別握手会』（2018年1月14日、パシフィコ横浜、2018年2月17日、ポートメッセなごや、2018年3月25日、京都国際会館）[13]

### ヒット祈願
アンダーメンバーによるヒット祈願が『のぎ天2』（Rakuten TV）内で行われた。収録前のアンケートを基にメンバーが2つのグループに分けられ、それぞれ「登山」「バンジージャンプ」に挑戦した。

## アートワーク
CDジャケットは全3形態いずれもメンバーは登場しない。メンバーが登場しないCDジャケットは乃木坂46のアルバムでは初めてで、シングルを含めた全CD作品でもアニメタイアップ曲を収録したシングル（「制服のマネキン」、「バレッタ」、「今、話したい誰かがいる」）の「アニメ盤」以外では初めてとなる。
また、ヒット祈願企画達成記念として、登山、バンジージャンプ両チームの記念撮影を写した「のぎ天2オリジナルCDジャケット」が抽選で100人にプレゼントされた。

## チャート成績
本作は2018年1月9日付オリコンデイリーCDアルバムランキングで初登場、デイリー1位を獲得した。その後、2018年1月22日付オリコン週間CDアルバムランキングで約10万1000枚を売り上げ、初登場1位を獲得した。乃木坂46のアルバム1位獲得は1stアルバム『透明な色』から4作連続通算4作目で、1stからのアルバム連続1位獲得作品数としてはSPEEDと並び、女性グループ歴代1位タイとなった。

## 収録トラック

### Disc 1（初回生産限定盤・初回仕様限定盤・通常盤）
| 全作詞: 秋元康。 |                                        |           |                                      |                                      |      |
| #                | タイトル                               | 作詞      | 作曲                                 | 編曲                                 | 時間 |
| 1.               | 「左胸の勇気」                         | 秋元康    | 小内喜文                             | 佐々木裕                             | 4:55 |
| 2.               | 「狼に口笛を」                         | 秋元康    | Akira Sunset                         | シライシ紗トリ                       | 2:58 |
| 3.               | 「涙がまだ悲しみだった頃」             | 秋元康    | 内田智之                             | TATOO                                | 4:20 |
| 4.               | 「春のメロディー」                     | 秋元康    | フジノタカフミ                       | 湯浅篤                               | 4:47 |
| 5.               | 「13日の金曜日」                       | 秋元康    | 網本ナオノブ                         | 湯浅篤                               | 3:42 |
| 6.               | 「扇風機」                             | 秋元康    | 角野寿和                             | 野村陽一郎                           | 3:57 |
| 7.               | 「初恋の人を今でも」                   | 秋元康    | Hiroki Sagawa from Asiatic Orchestra | Hiroki Sagawa from Asiatic Orchestra | 3:45 |
| 8.               | 「生まれたままで」                     | 秋元康    | 田中俊亮                             | 鈴木裕明                             | 4:42 |
| 9.               | 「ここにいる理由」                     | 秋元康    | 長谷川湊                             | Carlos K.                            | 3:55 |
| 10.              | 「あの日 僕は咄嗟に嘘をついた」        | 秋元康    | 三輪智也                             | 京田誠一                             | 4:13 |
| 11.              | 「君は僕と会わない方がよかったのかな」 | 秋元康    | Akira Sunset、ha-j                   | Akira Sunset、ha-j                   | 5:06 |
| 12.              | 「別れ際、もっと好きになる」           | 秋元康    | Akira Sunset、ha-j                   | Akira Sunset、ha-j                   | 4:17 |
| 13.              | 「嫉妬の権利」                         | 秋元康    | 丸山真由子                           | 丸山真由子                           | 5:18 |
| 14.              | 「不等号」                             | 秋元康    | 福田貴史                             | 福田貴史                             | 4:17 |
| 15.              | 「シークレットグラフィティー」         | 秋元康    | ツキダタダシ                         | ツキダタダシ                         | 4:11 |
| 合計時間:        | 合計時間:                              | 合計時間: | 合計時間:                            | 64:23                                |      |

### Disc 2（初回生産限定盤・初回仕様限定盤・通常盤）
| #         | タイトル                       | 作詞                       | 作曲             | 編曲               | 時間  |
| --------- | ------------------------------ | -------------------------- | ---------------- | ------------------ | ----- |
| 1.        | 「ブランコ」                   | 秋元康                     | Hiro Hoashi      | Hiro Hoashi        | 4:35  |
| 2.        | 「風船は生きている」           | 秋元康                     | 泉佳伸、三好翔太 | 早川博隆、三好翔太 | 4:33  |
| 3.        | 「アンダー」                   | 秋元康                     | 白土亨           | 遠藤ナオキ         | 4:11  |
| 4.        | 「My rule」                    | 秋元康                     | 藤田卓也         | 藤田卓也           | 4:33  |
| 5.        | 「自由の彼方」                 | 秋元康                     | 山田智和         | 住谷翔平           | 5:02  |
| 6.        | 「欲望のリインカーネーション」 | 秋元康、本山清治（英訳詞） | 渡辺未来         | 渡辺未来           | 4:19  |
| 7.        | 「君が扇いでくれた」           | 秋元康                     | 中山聡、足立優   | 野中"まさ"雄一     | 4:04  |
| 8.        | 「自分のこと」(中元日芽香)     | 秋元康                     | 小松清人         | 小松清人           | 4:52  |
| 9.        | 「自惚れビーチ」               | 秋元康                     | ツキダタダシ     | ツキダタダシ       | 4:17  |
| 10.       | 「その女」                     | 秋元康                     | HRK              | APAZZI             | 4:26  |
| 11.       | 「誰よりそばにいたい」         | 秋元康                     | 岩崎哲也         | 関根佑樹           | 5:00  |
| 合計時間: | 合計時間:                      | 合計時間:                  | 合計時間:        | 合計時間:          | 49:52 |

### Disc 3
| #   | タイトル                                                                   | 作詞 | 作曲・編曲 |
| --- | -------------------------------------------------------------------------- | ---- | ---------- |
| 1.  | 「overture The Best Selection of Under Live」                              |      |            |
| 2.  | 「狼に口笛を The Best Selection of Under Live」                            |      |            |
| 3.  | 「初恋の人を今でも The Best Selection of Under Live」                      |      |            |
| 4.  | 「でこぴん The Best Selection of Under Live」                              |      |            |
| 5.  | 「水玉模様 The Best Selection of Under Live」                              |      |            |
| 6.  | 「孤独兄弟 The Best Selection of Under Live」                              |      |            |
| 7.  | 「生まれたままで The Best Selection of Under Live」                        |      |            |
| 8.  | 「春のメロディー The Best Selection of Under Live」                        |      |            |
| 9.  | 「涙がまだ悲しみだった頃 The Best Selection of Under Live」                |      |            |
| 10. | 「あの日 僕は咄嗟に嘘をついた The Best Selection of Under Live」           |      |            |
| 11. | 「ここにいる理由 The Best Selection of Under Live」                        |      |            |
| 12. | 「君は僕と会わない方がよかったのかな The Best Selection of Under Live」    |      |            |
| 13. | 「別れ際、もっと好きになる The Best Selection of Under Live」              |      |            |
| 14. | 「左胸の勇気 The Best Selection of Under Live」                            |      |            |
| 15. | 「嫉妬の権利 The Best Selection of Under Live」                            |      |            |
| 16. | 「自由の彼方 The Best Selection of Under Live」                            |      |            |
| 17. | 「ここにいる理由 The Best Selection of Under Live」                        |      |            |
| 18. | 「あの日 僕は咄嗟に嘘をついた The Best Selection of Under Live」           |      |            |
| 19. | 「扇風機 The Best Selection of Under Live」                                |      |            |
| 20. | 「初恋の人を今でも The Best Selection of Under Live」                      |      |            |
| 21. | 「ガールズルール The Best Selection of Under Live」                        |      |            |
| 22. | 「君の名は希望 The Best Selection of Under Live」                          |      |            |
| 23. | 「不等号 The Best Selection of Under Live」                                |      |            |
| 24. | 「シークレットグラフィティー The Best Selection of Under Live」            |      |            |
| 25. | 「13日の金曜日 The Best Selection of Under Live」                          |      |            |
| 26. | 「ブランコ The Best Selection of Under Live」                              |      |            |
| 27. | 「乃木團「あの日 僕は咄嗟に嘘をついた」 The Best Selection of Under Live」 |      |            |
| 28. | 「乃木團「生まれたままで」 The Best Selection of Under Live」              |      |            |
| 29. | 「乃木團「狼に口笛を」 The Best Selection of Under Live」                  |      |            |
| 30. | 「乃木團「涙がまだ悲しみだった頃」 The Best Selection of Under Live」      |      |            |
| 31. | 「風船は生きている The Best Selection of Under Live」                      |      |            |
| 32. | 「My rule The Best Selection of Under Live」                               |      |            |
| 33. | 「アンダー The Best Selection of Under Live」                              |      |            |

| #   | タイトル                               | 作詞 | 作曲・編曲 |
| --- | -------------------------------------- | ---- | ---------- |
| 1.  | 「狼に口笛を」                         |      |            |
| 2.  | 「涙がまだ悲しみだった頃」             |      |            |
| 3.  | 「春のメロディー」                     |      |            |
| 4.  | 「13日の金曜日」                       |      |            |
| 5.  | 「扇風機」                             |      |            |
| 6.  | 「初恋の人を今でも」                   |      |            |
| 7.  | 「生まれたままで」                     |      |            |
| 8.  | 「ここにいる理由」                     |      |            |
| 9.  | 「あの日 僕は咄嗟に嘘をついた」        |      |            |
| 10. | 「君は僕と会わない方がよかったのかな」 |      |            |
| 11. | 「別れ際、もっと好きになる」           |      |            |
| 12. | 「嫉妬の権利」                         |      |            |
| 13. | 「不等号」                             |      |            |
| 14. | 「シークレットグラフィティー」         |      |            |
| 15. | 「ブランコ」                           |      |            |
| 16. | 「風船は生きている」                   |      |            |
| 17. | 「アンダー」                           |      |            |
| 18. | 「My rule」                            |      |            |
| 19. | 「最後のあいさつ / Her Last Bow」      |      |            |
| 20. | 「トイ」                               |      |            |
| 21. | 「はじまりか、」                       |      |            |

## 歌唱メンバー

### 自分のこと
- 中元日芽香[15]

### 自惚れビーチ
（センター：鈴木絢音）
- 伊藤かりん、伊藤純奈、川後陽菜、川村真洋、斎藤ちはる、相楽伊織、佐々木琴子、鈴木絢音、寺田蘭世、能條愛未、樋口日奈、山崎怜奈、渡辺みり愛、和田まあや[15]

19thシングルアンダーメンバー。

### その女
（センター：寺田蘭世）
- 伊藤かりん、伊藤純奈、川後陽菜、川村真洋、斎藤ちはる、相楽伊織、佐々木琴子、鈴木絢音、寺田蘭世、能條愛未、樋口日奈、山崎怜奈、渡辺みり愛、和田まあや[15]

19thシングルアンダーメンバー。
正しい読み方は、「そのひと」。

### 誰よりそばにいたい
（センター：樋口日奈）
- 伊藤かりん、伊藤純奈、川後陽菜、川村真洋、斎藤ちはる、相楽伊織、佐々木琴子、鈴木絢音、寺田蘭世、能條愛未、樋口日奈、山崎怜奈、渡辺みり愛、和田まあや[15]

19thシングルアンダーメンバー。